# Севернобачки окръг
Севернобанатски окръг (на сръбски: Severnobanatski okrug или Севернобанатски округ; на унгарски: Észak Bánsági Körzet; на хърватски: Sjevernobanatski okrug; на словашки: Severobanátsky okres; на румънски: Districtul Banatul de Nord; на русински: Сивернобанатски окрух) е окръг в Автономна област Войводина, в историческата област Банат, Република Сърбия.
Севернобачки окръг (на сръбски: Severnobački okrug или Севернобачки округ; на унгарски: Észak Bácskai Körzet; на хърватски: Sjevernobački okrug; на словашки: Severobáčsky okres; на русински: Сивернобачки окрух; на румънски: Districtul Backa de Nord) е окръг в Автономна Област Войводина, в историческата област Бачка, Република Сърбия.
Главен административен център e град Суботица. В района е много добре развита хранително-вкусовата промишленост. Той е сред най-големите житници на Сърбия. Окръгът е многонационален, като най-голям е броят на унгарците, сърбите, хърватите и буневците.

## Население
Населението на Севернобачки окръг е 200 140 жители, според преброяването от 2002 г. В общините Бачка Топола и Мали Иджош преобладава унгарският етнос, като той е над 55%, докато в Град Суботица населението е смесено. 3-те големи общини се делят на 45 по-малки единици, като в 20 от тях мнозинството от жители е съставено от унгарци, в 15 има сръбско мнозинство, в 7 – хърватско/буневско, в 1 – черногорско, а в 2 – етническият състав е смесен.

## Националности
- унгарци = 87 181 (43,56%)
- сърби = 49 637 (24,8%)
- хървати = 17 227 (8,6%)
- буневци = 16 454 (8,22%)
- югославяни = 9488 (4,74%)
- черногорци = 5219 (2,6%)

## Езици
- унгарски = 88 464 (44,20%)
- сръбски = 88 323 (44,13%)
- хърватски = 9106 (4,55%)

## Религия
- католици = 117 456 (58,69%)
- православни = 55 028 (27,50%)
- протестанти = 9844 (4,92%)

## Административно деление
Севернобачки окръг се дели на 3 общини:
- Град Суботица
- Община Бачка Топола
- Община Мали Иджош